# Sant Just Desvern
Sant Just Desvern (em catalão e oficialmente) ou San Justo Desvern (em castelhano) é um município da Espanha na comarca de Baix Llobregat, província de Barcelona, comunidade autónoma da Catalunha. Tem 7,8 km² de área e em 2021 tinha 19 379 habitantes (densidade: 2 484,5 hab./km²).
Faz fronteira com os municípios de Sant Joan Despí a sudoeste, Esplugues de Llobregat a leste e Sant Feliu de Llobregat a nordeste. Em 2017 era o sétimo município mais próspero de Espanha, com uma renda bruta média de 50 239 euros por habitante.